# Soroyudan
Soroyudan is een bestuurslaag in het regentschap Magelang van de provincie Midden-Java, Indonesië. Soroyudan telt 2291 inwoners (volkstelling 2010).